# 小ロシア県
小ロシア県（しょうロシアけん、ロシア語: Малороссийская губерния）、またはマロロシヤ県（マロロシヤけん）は帝政ロシアの県（グベールニヤ）である。1764年 - 1781年の間に設置されていたものと、1796年 - 1802年に設置されていたものがある。

## 歴史
小ロシア県は1794年に、ヘーチマン国家の連隊（ポルク。軍事単位であり行政単位）を解体し、帝政ロシアの県として組み込む形で形成された。すなわち、スタロドゥーブ連隊(ru)、キイウ連隊、ペレヤースラウ連隊、フルーヒウ連隊、ニジィン連隊(ru)、チェルニーヒウ連隊(ru)、プルィルクィ連隊(ru)、ルブヌィ連隊(ru)、ミルホロド連隊(ru)、ハヂャチ連隊(ru)の10の連隊区が小ロシア県に再統合された。県庁は、県設立年の1765年から1773年まではグルホフに、その後1775年までコゼレツに置かれた後、キエフへ移った。
1781年秋、エカテリーナ2世の行政改革(ru)に伴い、ノヴゴロド・セヴェルスキー(ru)、チェルニゴフ(ru)、キエフ(ru)の3つのナメストニチェストヴォに分割され、一時小ロシア県は消滅した。
1796年にナメストニチェストヴォ制が廃止されたことで、上記3つのナメストニチェストヴォを併せて再び小ロシア県が編成され、チェルニゴフに県庁が置かれた。また、県の下位区分である郡（ウエズド）は20に区分された。
1802年、チェルニゴフ県とポルタヴァ県に分割される形で小ロシア県は消滅し、以降、再設されることはなかった。